# Westendorf (Landkreis Augsburg)
Westendorf ist eine Gemeinde im schwäbischen Landkreis Augsburg. Die Gemeinde ist Mitglied der Verwaltungsgemeinschaft Nordendorf. Das Pfarrdorf liegt an der Schmutter. Es gibt keine weiteren Gemeindeteile.

## Politik

### Gemeinderat
Bei der Kommunalwahl am 15. März 2020 betrug die Wahlbeteiligung 64,4 %. Es ergab sich folgende Sitzverteilung im Gemeinderat (Amtszeit 2020–2026):
- CSU/Bürgergemeinschaft: 6 Sitze (52,1 %)
- Freie Wähler Vereinigung Westendorf: 4 Sitze (32,4 %)
- SPD/Politisch Bewusste Bürger: 2 Sitze (15,5 %)

Die Sitzverteilung blieb damit unverändert wie in der Amtszeit 2014–2020.

### Bürgermeister
Seit 2014 ist Steffen Richter (CSU/Bürgergemeinschaft) Erster Bürgermeister. Dieser ist Nachfolger von Henriette Kirst-Kopp (FWV) (1998–2014) und wurde am 15. März 2020 für weitere sechs Jahre mit 93,6 % wieder gewählt.

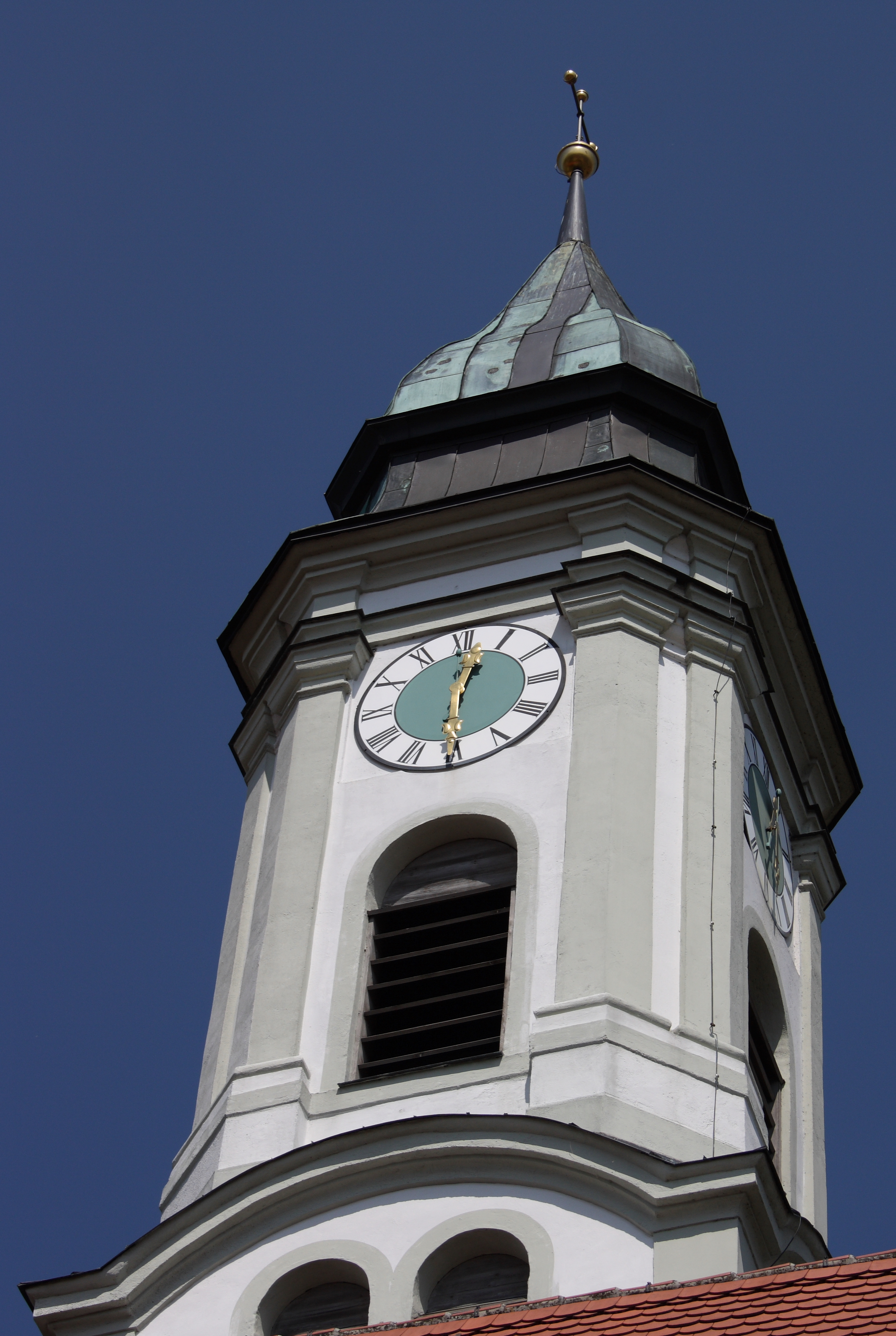
Turm der Pfarrkirche St. Georg

### Wappen
|  | Blasonierung: „Geteilt; oben wieder geteilt von Silber und Rot, unten in Silber ein schwarzer Ring.“ |
|  | |

## Baudenkmäler
- Katholische Pfarrkirche St. Georg

## Wirtschaft und Infrastruktur

### Landwirtschaft
Die Landwirtschaft, welche den Ort ursprünglich prägte, ist bis auf wenige verbliebene Betriebe in der Milchvieh-, Ferkel- oder Geflügelhaltung seit vielen Jahren rückläufig. 2020 gab es noch 16 Betriebe.

### Gewerbe
Ende der 1980er Jahre errichtete die Gemeinde ein Gewerbegebiet direkt an der Bundesstraße, das einen Strukturwandel einleitete. Neben Handwerksbetrieben befinden sich in Westendorf auch mittelständische Unternehmen.

### Arbeitsplätze
2020 gab es in der Gemeinde 601 sozialversicherungspflichtige Arbeitsplätze. Von den Einwohnern standen 786 in einer versicherungspflichtigen Beschäftigung, so dass die Zahl der Auspendler um 185 höher war als die der Einpendler. 15 Einwohner waren arbeitslos.

### Verkehr
Westendorf liegt an der 4-streifig ausgebauten Bundesstraße 2 und der Bahnstrecke Augsburg–Nördlingen etwa auf halber Höhe zwischen Augsburg und Donauwörth. Durch den Ausbau der B 2 ist der Ort verkehrsmäßig sehr gut in der Nord-Süd-Anbindung angeschlossen.

### Bildung
In der Gemeinde bestehen
- zwei Kindertageseinrichtungen mit 80 Plätzen, die am 1. März 2021 alle belegt waren, und
- eine Grundschule mit sieben hauptamtlichen Lehrkräften und 92 Schülern (Schuljahr 2020/2021).[5]